# Jonathan Koch
Jonathan Koch (ur. 29 października 1985 w Gießen) – niemiecki wioślarz, reprezentant Niemiec w wioślarskiej dwójce podwójnej wagi lekkiej podczas Letnich Igrzysk Olimpijskich w Pekinie.

## Osiągnięcia
- Mistrzostwa Świata – Monachium 2007 – dwójka podwójna wagi lekkiej – 4. miejsce[1].
- Igrzyska Olimpijskie – Pekin 2008 – dwójka podwójna wagi lekkiej – 9. miejsce[1].